# Thierry Bourdet
Thierry Bourdet, né le 30 août 1966 à Argelès-Gazost, est un joueur français de rugby à XV. D'une taille de 1,93 m, il joue au poste de seconde ligne. Formé à Argeles, il a également joué au FC Lourdes avant de rejoindre Castres olympique en 1992.

## Biographie
Deuxième ligne formé à Argelès-Gazost, Thierry Bourdet est repéré par le FC Lourdes, club avec lequel il dispute un quart du finale du championnat de France en 1989 contre le Stade toulousain.
Il poursuit sa carrière encore trois saisons à Lourdes dans une équipe qui perd peu à peu ses meilleurs éléments comme Aubin Hueber ou encore Francis Lagleyse.
Lourdes échoue ainsi à se qualifier pour les phases finales et finit par descendre en groupe B en 1992.
Il rejoint alors le Castres olympique, club avec lequel pour sa première saison, il devient champion de France en 1993 après une victoire 14-11 sur Grenoble avec notamment un essai irrégulier accordé au All Black du Castres olympique Gary Whetton qui aplatit le ballon après le Grenoblois Franck Hueber, et un essai d'Olivier Brouzet, également refusé aux Grenoblois ce soir-là.
L'arbitre reconnaît treize ans plus tard qu'il a commis une faute d'arbitrage, et avoir été influencé par les supporters agenais qui se plaignaient du jeu trop physique des Grenoblois.
La même année, il dispute avec le CO dispute la finale du challenge Yves du Manoir contre le Stade toulousain mais s'incline 13-8 avec une équipe remaniée.
Deux ans plus tard, il dispute une nouvelle finale du championnat de France face au Stade toulousain.
Thierry Bourdet dispute ensuite la première édition de la coupe d'Europe en 1996 où le CO s'impose contre la province irlandaise du Munster mais s'incline ensuite chez les Gallois de Swansee, échouant de justesse à se qualifier pour les demi-finales.
Puis, il reste encore 6 saisons au Castres olympique où il termine sa carrière de joueur à 36 ans disputant encore 2 finales de Bouclier européen en 1997 et en 2000 ainsi qu'une demi-finale de championnat de France en 2001 et enfin une demi-finale du coupe d'Europe en 2002.

## Carrière

### En tant que joueur
- US Argelès-Gazost
- 1988-1992 : FC Lourdes
- 1992-2002 : Castres olympique

### En tant qu'entraîneur
- 2011-2012 : 	Blagnac sporting club rugby, entraîneur adjoint avec Jean-Marc Aué.
- 2014-2021 : manager puis entraineur des avants des espoirs du Castres olympique.

## Palmarès
Avec le Castres olympique
- Championnat de France de première division :
  - Champion (1) : 1993[7]
  - Vice-champion (1) : 1995
  - Demi-finaliste (1) : 2001
- Challenge Yves Du Manoir :
  - Finaliste (1) : 1993
- Bouclier européen :
  - Finaliste (2) : 1997 et 2000
- Coupe d'Europe :
  - Demi-finaliste (1) : 2002